# Etiopia ai Giochi della XXVI Olimpiade
L'Etiopia partecipò ai Giochi della XXVI Olimpiade, svoltisi ad Atlanta, Stati Uniti, dal 19 luglio al 4 agosto 1996, con una delegazione di 18 atleti impegnati in due discipline.